# Illuminations (album Carlosa Santany i Alice Coltrane)
Illuminations – album Carlosa Santany i Alice Coltrane. Wydany w 1974.

## Lista utworów
| 1. | „Guru Sri Chinmoy Aphorism” (Coster, Santana)   | 1:11  |
|    |                                                 |       |
| 2. | „Angel of Air/Angel of Water” (Coster, Santana) | 9:55  |
|    |                                                 |       |
| 3. | „Bliss: the Eternal Now” (Coltrane)             | 5:33  |
|    |                                                 |       |
| 4. | „Angel of Sunlight” (Coster, Santana)           | 14:43 |
|    |                                                 |       |
| 5. | „Illuminations” (Coster, Santana)               | 4:18  |
|    |                                                 |       |
|    |                                                 | 35:40 |
|    |                                                 |       |

## Twórcy
- Carlos Santana – wokal, gitara
- Alice Coltrane – pianino, harfa
- Tom Coster – keyboard, wokal
- Jules Broussard – saksofon
- Jose 'Chepito' Areas – perkusja, instrumenty perkusyjne